# 凤鸟形双联漆杯
“凤鸟形双联漆杯”于1987年出土于湖北省荆门包山楚墓的2号墓中。杯长17厘米，宽14.4厘米，杯高9.2厘米，杯口径7厘米。该杯身由两个竹筒杯和木质的鸟身、鸟尾形构成，鸟喙衔一黑漆木珠。木杯两侧刻有凤鸟的双翼，用红、黄、金三色漆绘圆圈纹。杯内为红漆，杯底黑漆。一雏鸟形状的足接在杯底外侧。

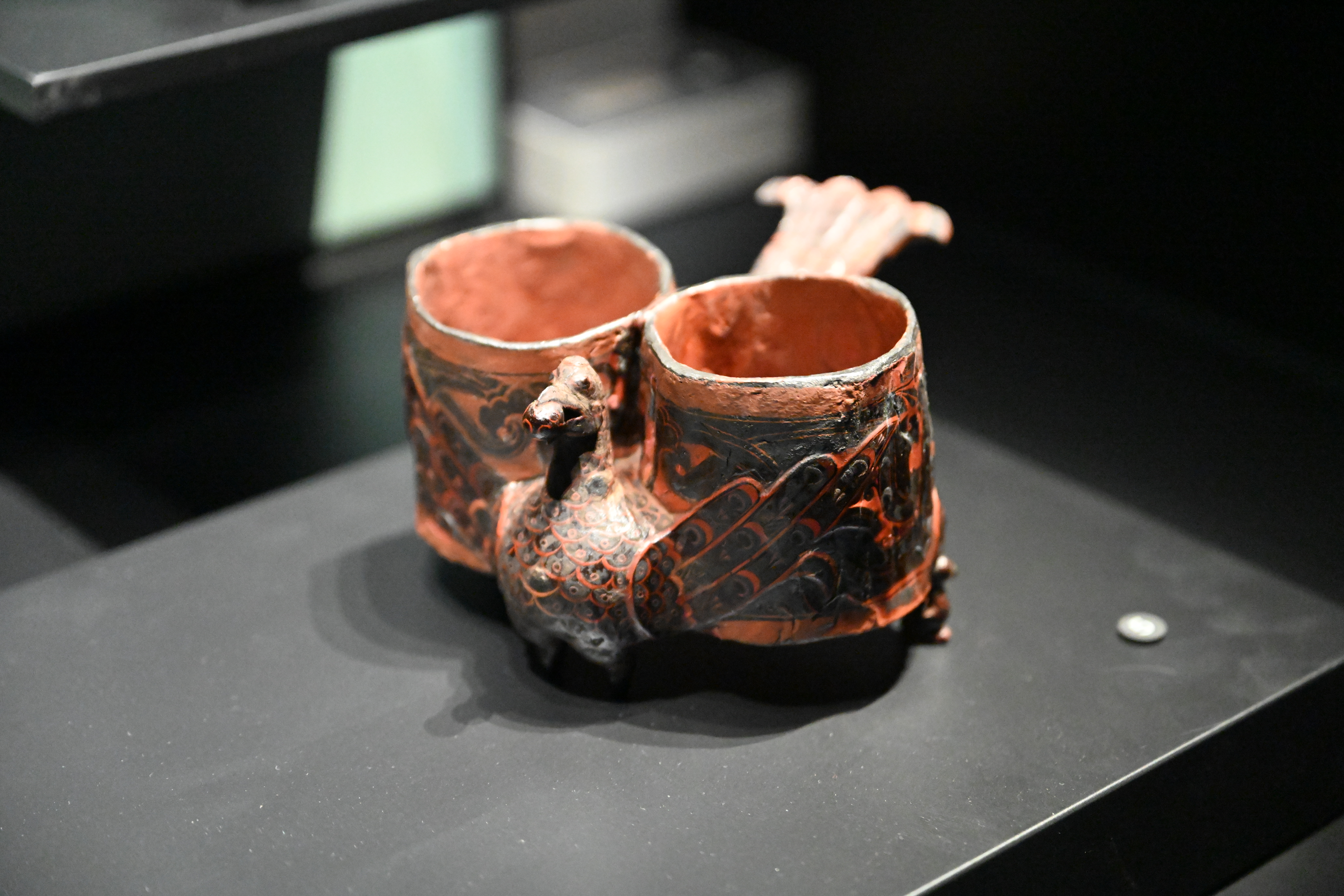
凤鸟形双联漆杯

## 相关
- 包山楚簡